# سوفی رویز
سوفی رویز (آلمانی: Sophie Rois؛ زادهٔ ۱ ژوئن ۱۹۶۱) یک هنرپیشه اهل اتریش است.
از فیلم‌ها یا برنامه‌های تلویزیونی که وی در آن نقش داشته است می‌توان به سه اشاره کرد.